# Guyana az 1988. évi nyári olimpiai játékokon
Guyana a dél-koreai Szöulban megrendezett 1988. évi nyári olimpiai játékok egyik részt vevő nemzete volt. Az országot az olimpián 3 sportágban 8 sportoló képviselte, akik érmet nem szereztek.

## Atlétika
Férfi
| Versenyző      | Versenyszám | Előfutam | Előfutam | Előfutam | Negyeddöntő | Negyeddöntő | Negyeddöntő | Elődöntő | Elődöntő | Elődöntő | Döntő   | Döntő    |
| Versenyző      | Versenyszám | Idő      | Hely.    | Össz.    | Idő         | Hely.       | Össz.       | Idő      | Hely.    | Össz.    | Idő     | Helyezés |
| -------------- | ----------- | -------- | -------- | -------- | ----------- | ----------- | ----------- | -------- | -------- | -------- | ------- | -------- |
| Oslen Barr     | 800 m       | 1:55,95  | 7.       | 62.      | kiesett     | kiesett     | kiesett     | kiesett  | kiesett  | kiesett  | kiesett | kiesett  |
| Curt Hampstead | 110 m gát   | 14,88    | 6.       | 36.      | kiesett     | kiesett     | kiesett     | kiesett  | kiesett  | kiesett  | kiesett | kiesett  |

Női
| Versenyző        | Versenyszám | Előfutam | Előfutam | Előfutam | Negyeddöntő | Negyeddöntő | Negyeddöntő | Elődöntő | Elődöntő | Elődöntő | Döntő   | Döntő    |
| Versenyző        | Versenyszám | Idő      | Hely.    | Össz.    | Idő         | Hely.       | Össz.       | Idő      | Hely.    | Össz.    | Idő     | Helyezés |
| ---------------- | ----------- | -------- | -------- | -------- | ----------- | ----------- | ----------- | -------- | -------- | -------- | ------- | -------- |
| Marilyn Dewarder | 400 m       | 54,76    | 5.       | 34.      | kiesett     | kiesett     | kiesett     | kiesett  | kiesett  | kiesett  | kiesett | kiesett  |

## Kerékpározás

### Országúti kerékpározás
Férfi
| Versenyző   | Versenyszám   | Idő           | Helyezés      |
| ----------- | ------------- | ------------- | ------------- |
| Byron James | Mezőnyverseny | nem ért célba | nem ért célba |

### Pálya-kerékpározás
Sprintversenyek
| Versenyző    | Versenyszám  | Selejtező | Selejtező | 1. forduló                                         | 1. forduló | Vigaszág                                                                   | Vigaszág | 2. forduló             | 2. forduló | Vigaszág             | Vigaszág | Negyeddöntő          | 5–8. helyért           | 5–8. helyért | Elődöntő             | Döntő                | Helyezés |
| Versenyző    | Versenyszám  | Idő       | Hely.     | Ellenfelek Győztes idő                             | Hely.      | Ellenfelek Győztes idő                                                     | Hely.    | Ellenfelek Győztes idő | Hely.      | Ellenfél Győztes idő | Hely.    | Ellenfél Győztes idő | Ellenfelek Győztes idő | Hely.        | Ellenfél Győztes idő | Ellenfél Győztes idő | Helyezés |
| ------------ | ------------ | --------- | --------- | -------------------------------------------------- | ---------- | -------------------------------------------------------------------------- | -------- | ---------------------- | ---------- | -------------------- | -------- | -------------------- | ---------------------- | ------------ | -------------------- | -------------------- | -------- |
| Colin Abrams | Férfi egyéni | 11,815    | 21.       | Andrea Faccini (ITA) · Ken Carpenter (USA) · 11,74 | 3.         | Frank Weber (FRG) · Nelson Mario Pons (ECU) · Bailón Becerra (BOL) · 11,55 | 4.       | kiesett                | kiesett    | kiesett              | kiesett  | kiesett              | kiesett                | kiesett      | kiesett              | kiesett              | kiesett  |

## Ökölvívás
| Versenyző           | Versenyszám   | Selejtező                  | 32-es főtábla                    | Nyolcaddöntő            | Negyeddöntő       | Elődöntő          | Döntő             | Helyezés |
| Versenyző           | Versenyszám   | Ellenfél Eredmény          | Ellenfél Eredmény                | Ellenfél Eredmény       | Ellenfél Eredmény | Ellenfél Eredmény | Ellenfél Eredmény | Helyezés |
| ------------------- | ------------- | -------------------------- | -------------------------------- | ----------------------- | ----------------- | ----------------- | ----------------- | -------- |
| Colin Moore         | Papírsúly     | erőnyerő                   | Isaszegi Róbert (HUN) · 0:5      | kiesett                 | kiesett           | kiesett           | kiesett           | 17.      |
| Adrian Carew-Dodson | Kisváltósúly  | Bilal El-Masri (LIB) · 5:0 | Vukašin Dobrašinović (YUG) · 4:1 | Reiner Gies (FRG) · 2:3 | kiesett           | kiesett           | kiesett           | 9.       |
| George Allison      | Nagyváltósúly | erőnyerő                   | Rey Rivera (PUR) · 0:5           | kiesett                 | kiesett           | kiesett           | kiesett           | 17.      |